# Kesek
Kesek is een bestuurslaag in het regentschap Bangkalan van de provincie Oost-Java, Indonesië. Kesek telt 2785 inwoners (volkstelling 2010).